# Peronospora sparsa
Peronospora sparsa Berk. – gatunek organizmów należący do grzybopodobnych lęgniowców. Jest szeroko rozprzestrzeniony. Organizm mikroskopijny, u róż i jeżyn wywołujący choroby o nazwie mączniak rzekomy róży i mączniak rzekomy jeżyny.

## Systematyka i nazewnictwo
Pozycja w klasyfikacji według Index Fungorum:  Peronospora, Peronosporaceae, Peronosporales, Peronosporidae, Peronosporea, Incertae sedis, Oomycota, Chromista.
Synonimy:
- Peronoplasmopara sparsa (Berk.) Uljan. 1967
- Peronospora fragariae Roze & Cornu 1876
- Peronospora rosae-gallicae Săvul. & Rayss 1934
- Peronospora rubi Rabenh. ex J. Schröt. 1886
- Pseudoperonospora sparsa (Berk.) Jacz. 1928
- Puccinia sparsa (Berk.) Jacz. 1928[4].

## Morfologia i rozwój
Może wniknąć do organizmu rośliny przez aparaty szparkowe, ale także poprzez skórkę, wytwarzając appressoria i strzępkę infekcyjną przebijającą kutykulę. Po zainfekowaniu rośliny w przestrzeni międzykomórkowej grzybnia wytwarza cienkie i nieliczne ssawki. Na górnej stronie liści powoduje to powstawanie czerwonobrunatnych lub czerwonofioletowych plam. Na dolnej stronie liści podczas wilgotnej pogody następuje konidiogeneza. W Europie obserwowana jest rzadko, w Kalifornii w USA często. Sporangiofory wyrastają przez aparaty szparkowe na zewnątrz. Typowe mają długość 300–465 μm i szerokość 4–6 μm. Są 3–4 razy rozgałęzione. Powstają w nich jasnożółte sporangiospory o rozmiarach 18–24 × 16–20 μm. Oospory mają średnicę 22–30 μm i hialinową ścianę o grubości 2 μm.